# Ana Lorena Sánchez
Ana Lorena Sánchez (née Ana Lorena Sánchez Mondragón le 14 août 1990 à Mexico, au Mexique), est une actrice mexicaine.

## Carrière
Ana Lorena Sánchez est connue pour ses rôles de Sofia del Junco dans Tierra de reyes, Ana Lorena Rincón dans Cosita linda et d' Elizabeth Gómez dans Relaciones peligrosas.
En 2012, elle commence sa carrière en interprétant Elizabeth dans la telenovela Relaciones peligrosas aux côtés de Sandra Echeverría et de Gabriel Coronel.
En 2014, elle apparaît dans l'émission appelée Tu día alegre. La même année, elle joue une protagoniste dans Cosita linda avec Christian Meier. Toujours en 2014, elle tient un autre rôle sur la chaîne américaine Telemundo après Relaciones peligrosas. C'est son second rôle dans la telenovela Tierra de reyes au côté de Aarón Díaz. Elle joue aussi dans Demente criminal (Venevisión-Univisión), le court-métrage Aegis| et la pièce de théâtre 8 mujeres.
De mai à juin 2015, Ana Lorena Sánchez a tenu le rôle de María Magdalena lors du tournage du film Santiago Apóstol, une production de José Manuel Brandariz où Julián Gil tient la vedette en jouant Santiago.

## Filmographie

### Telenovelas
- 2012 : Relaciones peligrosas (Telemundo) : Elizabeth Gómez Quintana (rôle secondaire)
- 2014 : Tu día alegre : Elle-même
- 2014 : Cosita linda[5] (Venevisión et Univisión) : Ana Lorena Rincón de lujan  (protagoniste principale)
- 2014-2015 : Tierra de reyes (Telemundo) : Sofía Del Junco Belmonte de Gallardo (protagoniste principale)
- 2015 : Demente criminel (Venevisión) : Carla (participation spéciale)

### Films
- 2017 : Santiago Apóstol : María Magdalena